# Screamboat
Screamboat är en amerikansk skräckkomedifilm/slasherfilm från 2025 i regi av Steven LaMorte. Filmen är en nytolkning av Walt Disney och Ub Iwerks animerade kortfilm Musse Pigg som Ångbåtskalle (engelska: Steamboat Willie), som släpptes för första gången under år 1928. Huvudrollen som den minst sagt sadistiska versionen av Steamboat Willie, spelas av David Howard Thornton (känd som Art the Clown från filmtrilogin Terrifier).

## Rollista
| David Howard Thornton | – Steamboat Willie         |
| Allison Pittel        | – Selena                   |
| Jesse Posey           | – Pete                     |
| Amy Schumacher        | – EMT Amber                |
| Jesse Kove            | – Löjtnant Diaz            |
| Kailey Hyman          | – Cindi                    |
| Rumi C. Jean-Louis    | – Matteo                   |
| Jarod Lindsey         | – Moses                    |
| Sarah Kopkin          | – Ilsa Arindel             |
| Savannah Whitten      | – Ariana                   |
| Stephanie Bates       | – Bella                    |
| Poonam Basu           | – Jazzy                    |
| Allyson Sereboff      | – Aubrey                   |
| Jarlath Conroy        | – Barry                    |
| Jared Johnston        | – Neil                     |
| Charles Edwin Powell  | – Stadsordförande Molinari |

Även Tyler Posey, Brian Quinn och Joe DeRosa medverkar i denna film, detta med varsin respektive cameroll.